# Biologie voor natuurbescherming
Biologie voor natuurbescherming (ook wel: natuurbeschermingsbiologie) is  het natuurwetenschappelijk onderzoek dat gericht is op het instandhouding van populaties, soorten en levensgemeenschappen en zich daarom bezighoudt met de bedreigingen voor de biodiversiteit en met het behoud van de genetische verscheidenheid van het leven op aarde. Biologie voor natuurbescherming vormt de brug tussen pure en toegepaste ecologie, evolutionaire biologie en genetica aan de ene kant en natuurbeheer, milieuwetenschappen en ecosysteemrestauratie aan de andere kant. 
Biologie voor natuurbescherming is een leenvertaling van het Angelsaksische Conservation biology. Deze term staat voor een multidisciplinair wetenschapsgebied dat zich bezighoudt met de analyse van de biodiversiteit in de wereld, de achteruitgang in biodiversiteit en het ontwikkelen van haalbare instandhoudings- en beschermingsmaatregelen. In het Nederlands vallen deze activiteiten onder het wijdere begrip milieuwetenschappen. Biologie is daarin een belangrijk onderdeel, echter onder milieuwetenschappen vallen ook disciplines buiten de biologie zoals recht, techniek, economie en sociale wetenschappen.

## Geschiedenis
De term Conservation biology ontstond tijdens een wetenschappelijk congres ("The First International Conference on Research in Conservation Biology") dat in 1978 werd gehouden aan de Universiteit van Californië in La Jolla (Californië). Het resultaat, zoals ook vastgelegd in de congresverslagen (proceedings)  was de constatering dat er een kenniskloof moest worden overbrugd tussen enerzijds ecologische theorieën en de evolutionaire genetica en anderzijds de natuurbescherming en de milieupolitiek. Aanleiding voor de conferentie in La Jolla was de zorg over het teloorgaan van het tropisch oerwoud, uitstervende diersoorten en geleidelijk verdwijnende genetische diversiteit binnen soorten.

## Biologie voor natuurbescherming in Nederland
Praktisch alle instellingen voor hoger en universitair onderwijs in Nederland bieden opleidingen die passen binnen het kader van de milieuwetenschappen. Het dichtst bij het Angelsaksische begrip Conservation biologie is de gelijknamige opleiding van de faculteit Science and Engineering van de Rijksuniversiteit Groningen.
Wat betreft flora en fauna behoort Nederland tot de best onderzochte gebieden van de wereld. Door een groot aantal organisaties die gespecialiseerd zijn in een bepaalde groep organismen, wordt onderzoek verricht, vaak grotendeels door amateurs. De meeste van deze organisaties hebben ook natuurbescherming in hun doelstelling. De belangrijkste organisaties op dit punt zijn:
- Bryologische en Lichenologische Werkgroep
- Das & Boom
- De Vlinderstichting
- EIS Kenniscentrum Insecten en andere ongewervelden
- Floron (Stichting Floristisch Onderzoek Nederland)
- Nederlandse Mycologische vereniging
- Reptielen Amfibieën Vissen Onderzoek Nederland (RAVON)
- Sovon Vogelonderzoek Nederland (SOVON)
- Stichting ANEMOON
- Stichting TINEA
- Zoogdiervereniging VZZ

Sovon vogelonderzoek is hierop een uitzondering. Zij presenteren zich als louter kennisinstituut en zien vogelbescherming als kerntaak van de vereniging Vogelbescherming Nederland.